# Radna teorija vrijednosti
Radna teorija vrijednosti, također poznata kao Zakon vrijednosti, je teorija vrijednosti po kojoj je ekonomska vrijednost dobra ili usluge određena ukupnom količinom društveno potrebnog rada za njihovu proizvodnju.
Radna teorija vrijednosti se obično povezuje s marksističkom ekonomijom, iako se izvorno pojavila u teorijama ranijih klasičnih ekonomista kao što su Adam Smith i David Ricardo, a kasnije i u anarhističkoj ekonomiji (posebice u anarhokomunističkim strujama). Smith je vidio cijenu robe u smislu rada koji kupac mora potrošiti da bi je kupio, što utjelovljuje koncept koliko rada roba, na primjer alat, može uštedjeti kupcu. 
Radna teorija vrijednosti je temelj marksističke ekonomske teorije, po kojoj je radnička klasa eksploatirana u kapitalizmu i po kojoj postoji razlika između vrijednosti i cijene.
Neoklasična ekonomija, kao i većina suvremenih škola, odbacuje radnu teoriju vrijednosti, koristeći teoriju vrijednosti koja se temelji na subjektivnim preferencijama umjesto empirički mjerljivim pojavama.

## Definicije vrijednosti i rada
Kada se govori u terminima radne teorije vrijednosti, "vrijednost", bez konteksta i pridjeva, teoretski se trebala odnositi na količinu rada potrebnu za proizvodnju neke robe, uključujući rad potreban za razvoj bilo kojeg fizičkog kapitala korištenog u proizvodnji. I David Ricardo i Karl Marx pokušali su kvantificirati i utjeloviti sve komponente rada kako bi razvili teoriju realne cijene, odnosno prirodne cijene robe.
 

Radna teorija vrijednosti koju je predstavio Adam Smith nije zahtijevala kvantificiranje prošlog rada, niti se bavila radom potrebnim za stvaranje opreme (kapitala) koja bi se mogla koristiti u proizvodnji robe. Smithova teorija vrijednosti bila je vrlo slična kasnijim teorijama korisnosti u kojoj je Smith proglasio da je roba vrijedna koliko god rada zahtijevala kod drugih (vrijednost u trgovini) ili koji god rad "spasio" sebe (vrijednost u upotrebi), ili oba. Međutim, ta je "vrijednost" podložna ponudi i potražnji u određenom trenutku:
Prava cijena svake stvari, ono što svaka stvar stvarno košta čovjeka koji je želi steći, je muka i nevolja potrebna da je stekne. Ono što svaka stvar zaista vrijedi čovjeku koji ju je stekao i koji je želi raspolagati ili je zamijeniti za nešto drugo, jesu muka i nevolja koje ona može njemu uštedjeti, a koju može nametnuti drugim ljudima. (Bogatstvo naroda knjiga 1, poglavlje V)
Smithova teorija cijene nema nikakve veze s prošlim radom utrošenim u proizvodnju robe. Govori samo o radu koji se trenutno može "zapovjediti" ili "spasiti".
Vrijednost (bez pridjeva) je rad utjelovljen u robi pod danom strukturom proizvodnje. Marx je definirao vrijednost robe ovom definicijom. Prema njegovim riječima, vrijednost je 'društveno potreban apstraktni rad' utjelovljen u robi. Davidu Ricardu i drugim klasičnim ekonomistima ova definicija služi kao mjera "stvarnog troška", "apsolutne vrijednosti" ili "mjere vrijednosti" koja je nepromjenjiva pod promjenama u distribuciji i tehnologiji.
Ricardo, Marx i drugi klasični ekonomisti započeli su svoja izlaganja s pretpostavkom da je vrijednost u razmjeni jednaka ili proporcionalna ovoj vrijednosti rada. Smatrali su da je to dobra pretpostavka za istraživanje dinamike razvoja u kapitalističkim društvima. Drugi pobornici radne teorije vrijednosti koristili su riječ "vrijednost" u drugom smislu za predstavljanje "razmjenske vrijednosti".

## Proces rada i stvaranja nove vrijednosti
Budući da se pojam "vrijednost" u Radnoj teoriji vrijednosti koristi za označavanje nečega stvorenog radom, a njegova "magnituda" kao nešto proporcionalno količini obavljenog rada, važno je objasniti kako proces rada istovremeno čuva vrijednost i dodaje novu vrijednost u robe koje stvara.

### Društveno prosječan rad
Vrijednost robe raste proporcionalno trajanju i intenzitetu rada koji se u prosjeku obavlja za njezinu proizvodnju. Dio onoga što radna teorija vrijednosti podrazumijeva pod "društveno potrebnim" jest da se vrijednost povećava samo proporcionalno ovom radu jer se obavlja uz prosječnu vještinu i prosječnu produktivnost.
Dakle, radnici mogu raditi s većom vještinom ili većom produktivnošću od drugih, ovi vještiji i produktivniji radnici tako proizvode veću vrijednost kroz proizvodnju većih količina gotove robe u istoj količini vremena. Svaki pojedini artikl i dalje nosi istu vrijednost kao i svi ostali pojedini artikli te klase robe. Radeći nekvalificirano ili manje produktivno, radnici mogu povećati prosječno radno vrijeme potrebno za proizvodnju svake jedinice robe. Ali ti se nevješti radnici ne mogu nadati da će prodati plod svog rada po višoj cijeni, pošto je njihov rad po svojoj prirodi ispod prosjeka kojega čine i opremljeni tj. kvalificirani i neopremljeni tj. nekvalificirani radnici.
U konačnici će produktivniji radnici raditi manje, dokle će neproduktivni radnici raditi više, za istu količinu proizvedene prosječne vrijednosti. Tako se konkurencijom motivira usvajanje produktivnijih tehnika i procesa proizvodnje.

### Nadnice, višak vrijednosti (profit) i eksploatacija
Prema radnoj teoriji vrijednosti, prosječan će radnik u sat vremena, koristeći prosječne tehnike, proizvesti neku magnitudu robe u kojoj se nalazi sat vremena apstraknog (društveno uprosječenog) rada. No, radnik, nakon plaće za to vrijeme, neće moći kupiti nazad magnitudu roba koja utjelovljuje tih sat vremena. Prema radnoj teoriji vrijednosti, radnici bivaju otuđeni od sredstva proizvodnje te su time prisiljeni prodavati vlasnicima istih jedino što im preostaje - svoj rad. Ovaj odnos, koji se temelji na privatnom vlasništvu (naspram društvenom) nad sredstvima za proizvodnju, omogućuje vlasniku (kapitalistu) da u obliku nadnica radnicima plaća samo dio rada obavljenog, dok ostatak rada prisvaja u obliku viška vrijednosti iliti kao profit.
Odnos između tog neplaćenog rada u profitu i plaćenog rada u nadnicama Karl Marx naziva stopom viška vrijednosti, no zna kao sinonim koristiti i termin stopa eksploatacije. Ovdje je važno napomenuti kako se termin odnosi na ekonomske vrijednosne kategorije. Tako je moguće da radnik koji radi više sati biva jednako eksploatiran kao drugi radnik koji radi manje sati za istu nadnicu - ako prvi proizvede manje a drugi više vrijednosti po satu. U tom se kontekstu Marxova tvrdnja o tendenciji rasta stope eksploatacije s vremenom obestinila, pošto rast u plaćama u vrijednosti ne prati rast u količini proizvedene vrijednosti (produktivnost).

### Konstantni kapital
Međutim, proizvodnja ne uključuje samo rad, već i određena sredstva rada: alate, materijale, struju i tako dalje. Ova sredstva rada — također poznata kao sredstva za proizvodnju — često su također proizvod drugog procesa rada. Dakle, proces rada neizbježno uključuje ta sredstva proizvodnje koja već ulaze u proces s određenom vrijednošću. Za rad su potrebna i druga sredstva proizvodnje koja se ne proizvode radom i stoga nemaju nikakvu vrijednost: poput sunčeve svjetlosti, zraka, neobrađene zemlje, neizvađenih minerala itd. Iako su korisna, čak i ključna za proizvodni proces, ona ne donose nikakvu vrijednost tom procesu. U smislu sredstava za proizvodnju koja proizlaze iz drugog procesa rada, radna teorija vrijednosti tretira veličinu vrijednosti tih proizvedenih sredstava za proizvodnju konstantnom tijekom cijelog procesa rada. Zbog konstantnosti njihove vrijednosti, ova sredstva za proizvodnju nazivaju se, u tom svjetlu, konstantnim kapitalom.

## Odnos vrijednosti i cijena
Jedno pitanje s kojom je suočena radna teorija vrijednosti je odnos između vrijednosnih količina s jedne strane i cijena s druge strane. Ako vrijednost robe nije ista kao i njezina cijena, kakav je onda odnos između njih, ako postoji? Različite škole Radne teorije vrijednosti daju različite odgovore na ovo pitanje. Na primjer, neki tvrde da vrijednost u smislu količine rada utjelovljenog u dobru djeluje kao težište cijene.
Međutim, većina ekonomista, uključujući Marxa, se slaže da su slučajevi u kojima se cijena daje kao približno jednaka vrijednosti utjelovljenog rada zapravo samo posebni slučajevi.

Radna teorija vrijednosti time ne negira ulogu ponude i potražnje koji utječu na cijenu, budući da je cijena robe nešto drugo od njezine vrijednosti. U Nadnica, cijena, profit (1865.), Karl Marx citira Adama Smitha i sažima:
Dovoljno je reći da ako se ponuda i potražnja međusobno izjednače, tržišne cijene roba će odgovarati njihovim prirodnim cijenama, odnosno njihovim vrijednostima koje su određene odgovarajućim količinama rada potrebne za njihovu proizvodnju.
Radna teorija vrijednosti nastoji objasniti razinu ove ravnoteže. To bi se alternativno moglo objasniti argumentom cijena proizvodnja – ističući da su svi troškovi u konačnici troškovi rada, ali to ne uzima u obzir profit i podložno je optužbama tautologije jer se time cijene objašnjavaju cijenama. Marx je to kasnije nazvao "Smithovom teorijom zbrajanja vrijednosti".
Smith tvrdi da su vrijednosti rada prirodna mjera razmjene za izravne proizvođače poput lovaca i ribara. Marx, s druge strane, koristi analogiju mjerenja, tvrdeći da kako bi roba bila usporediva, mora imati zajednički element ili supstanciju kojom se mjeri, i da je rad zajednička supstancija onoga što Marx na kraju naziva robnim vrijednostima.

## Povijest

### Porijeklo
Radna teorija vrijednosti razvijala se tijekom mnogih stoljeća. Nije imala jednog začetnika, već su mnogi različiti mislioci samostalno došli do istog zaključka. Tvrdi se da je Aristotel držao ovo gledišta. Neki pisci traže porijeklo teorije u Tomi Akvinskom. U svojoj Summa Theologiae (1265. – 1274.) izražava stajalište da "vrijednost može, raste i treba rasti u odnosu na količinu rada koja je utrošena na poboljšanje robe". Učenjaci kao što je Joseph Schumpeter citirali su Ibn Khalduna, koji je u svojoj Muqaddimi (1377.) opisao rad kao izvor vrijednosti, neophodan za svu zaradu i akumulaciju kapitala. Tvrdio je da čak i ako je zarada "rezultat nečeg što nije obrt, vrijednost dobivene dobiti i stečenog (kapitala) mora (također) uključivati vrijednost rada kojim je dobivena. Bez rada to se ne bi steklo." Znanstvenici su također ukazali na Traktat o porezima Sir Williama Pettyja iz 1662. i na radnu teoriju vlasništva Johna Lockea, iznesenu u Drugom traktatu o vladi (1689.), koji rad vidi kao konačni izvor ekonomskog vrijednost. Sam Karl Marx je u svom eseju iz 1829. pod naslovom Skromno istraživanje o prirodi i nužnosti papirnate valute rekao da je Benjamin Franklin "jedan od prvih" koji je unaprijedio teoriju.
Adam Smith je prihvatio teoriju za pretkapitalistička društva, ali je vidio nedostatak u njezinoj primjeni na suvremeni kapitalizam. Istaknuo je da ako je "rad utjelovljen" u proizvodu jednak "zapovjedanom radu" (tj. količini rada koja se može kupiti prodajom), onda je profit nemoguć. David Ricardo (zajedno s Marxom) odgovorio je na ovaj paradoks tvrdeći da je Smith pobrkao rad s plaćom. Tvrdio je da će "naređeni rad" (u robama) uvijek biti viši od rada potrebnog za samoodržavanje (nadnica). Vrijednost rada, prema ovom mišljenju, nije pokrivala samo vrijednost nadnica (ono što je Marx nazvao vrijednošću radne snage), već i vrijednost cjelokupnog proizvoda stvorenog radom.
Marx je proširio i unaprijedio te ideje, tvrdeći da radnici rade dio svakog dana dodajući vrijednost potrebnu za pokrivanje njihovih plaća, dok se ostatak svog rada obavlja za kapitaliste u obliku profita. Radna teorija vrijednosti i prateća teorija eksploatacije postali su temelj njegove ekonomske misli.

### Karl Marx
Suprotno uvriježenom mišljenju, Marx nikada nije koristio izraz "radna teorija vrijednosti" ni u jednom svom tekstu, ali je koristio izraz Zakon vrijednosti. Marx se protivio "pripisivanju natprirodne kreativne moći radu", tvrdeći kao takvo:
Rad nije izvor svekolikog bogatstva. Priroda je isto toliko izvor uporabnih vrijednosti (a od toga se sigurno i sastoji materijalno bogatstvo!) kao i rad, koji je sam po sebi samo manifestacija sile prirode: ljudske radne snage.
Ovdje Marx razlikuje razmjensku vrijednost (predmet Radne teorije vrijednosti) i upotrebnu vrijednost. Marx je koristio koncept društveno potrebnog radnog vremena kako bi uveo novu socijalnu analitičku perspektivu, različitu od svojih prethodnika i neoklasične ekonomije. Dok većina ekonomista počinje iz ishodišta pojedinca, Marx je započeo s ishodišta društva u cjelini. "Društvena proizvodnja" uključuje kompliciranu i međusobno povezanu podjelu rada širokog spektra ljudi koji ovise jedni o drugima za svoj opstanak i prosperitet. "Apstraktni" rad odnosi se na obilježje rada za proizvodnju robe specifično, koje dijele sve različite vrste konkretnog oblika rada. Odnosno, koncept apstrahira od posebnih karakteristika cjelokupnog rada i sličan je prosječnom radu.
"Društveno potreban" rad odnosi se na količinu potrebnu za proizvodnju robe "u danom stanju društva, pod određenim društvenim prosječnim uvjetima ili proizvodnji, s danim društvenim prosječnim intenzitetom i prosječnom vještinom zaposlenog rada." Odnosno, vrijednost proizvoda više je određena društvenim standardima nego individualnim uvjetima. To objašnjava zašto tehnološki proboji snižavaju cijenu robe i izbacuju manje napredne proizvođače. Konačno, nije rad sam po sebi taj koji stvara vrijednost, već radna snaga koju slobodni najamni radnici prodaju kapitalistima. Druga razlika je između produktivnog i neproduktivnog rada. Samo najamni radnici proizvodnih sektora gospodarstva proizvode vrijednost. Prema Marxu, povećanje produktivnosti radnika ne utječe na vrijednost robe, već naprotiv, povećava višak vrijednosti koji ostvaruje kapitalist. Stoga smanjenje troškova proizvodnje ne umanjuje vrijednost robe, već kapitalistu omogućuje da proizvodi više te povećava mogućnost za ostvarivanje većeg profita ili viška vrijednosti, sve dok postoji potražnja za dodatnim jedinicama proizvodnje.